# Nazaré Canyon

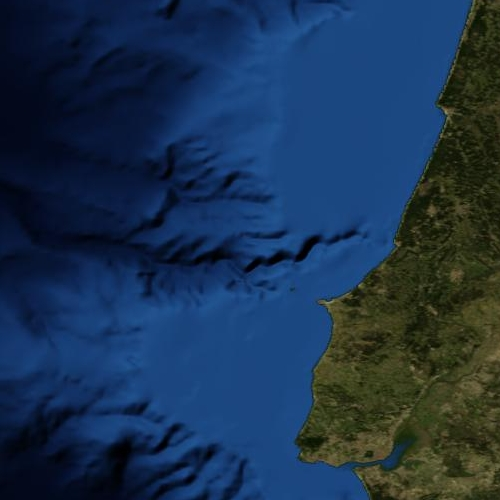
Reliefdarstellung der Unterwasserschlucht bei Nazaré

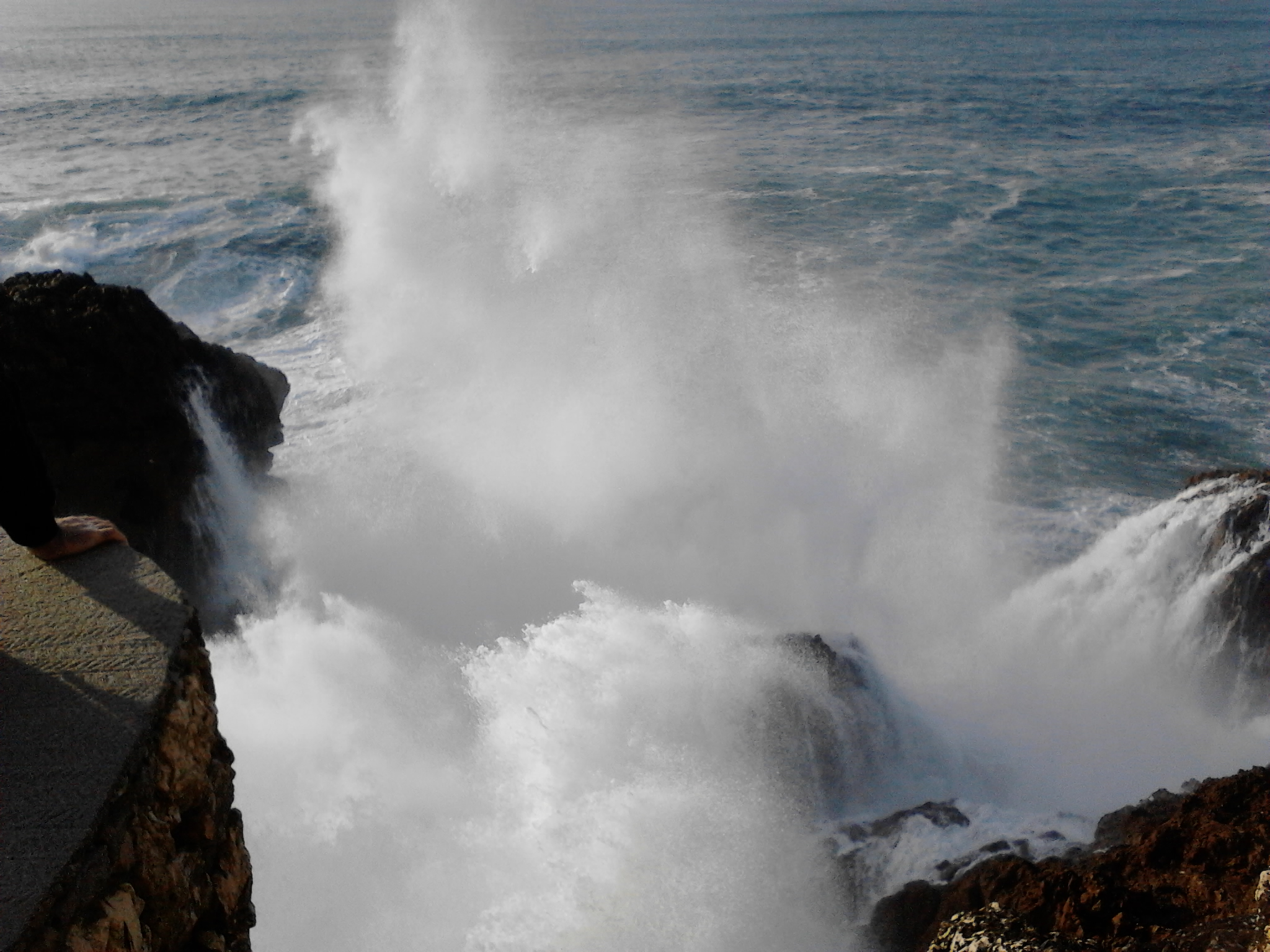
Am Nazaré Canyon

Als Nazaré Canyon bezeichnet man den unterseeischen Canyon, der nahezu rechtwinklig vor der Westküste Portugals im östlichen Atlantik auf Nazaré zuläuft. In diesem Tiefseegraben mit einer maximalen Tiefe von mindestens 5000 m und etwa einer Länge von 230 km bilden sich nach heftigen Stürmen massive Riesenwellen, die der Westwind auf das Land drückt.
Bis zu 30 m hohe Wellen können sich bei entsprechenden Wetterbedingungen vor der Küste auftürmen. Viele Surfsportler aus der ganzen Welt kommen vor allem im Winterhalbjahr nach Portugal, um eine besonders hohe Welle zu erwischen. Das Big-Wave-Surfen auf den Wellen vor Nazaré wurde vor allem durch den hawaiianischen Spezialisten Garrett McNamara berühmt, der hier am 30. Januar 2013 einen Weltrekord aufgestellt hat, indem er eine 30 m hohe Welle bezwang.
Der Stadtrat der 15.000-Einwohner-Gemeinde Nazaré vermarktet den Surfspot an der Praia do Norte als Touristenattraktion. Am 5. Januar 2023 kam es dabei zu dem ersten tödlichen Unglück.